# Pierre Argoud
Pour les articles homonymes, voir Argoud.
Pierre Argoud, né le 26 juin 1763 à Saint-Geoire-en-Valdaine (actuel département de l'Isère) et mort le 25 octobre 1804 à Cayenne (Guyane), est un général de la Révolution française.
Soldat de marine sous l'Ancien Régime (1779-1783), il s'engage dans les volontaires nationaux en 1791 avec le grade de capitaine. Il est nommé général de brigade en novembre 1793 et détient plusieurs commandements successifs dans les armées du Rhin et de la Moselle. Blessé à Mayence en 1795, il est réformé en 1796 et devient tenancier de cabaret.
Sous le Consulat de Napoléon Bonaparte, il est arrêté pour propos séditieux et transféré à l'île d'Oléron. À la suite d'une évasion et d'une tentative de soulèvement des garnisons de Charente-Maritime, il est repris et déporté à la Guyane.

## Biographie

### Origines familiales et formation
Il est le fils d'Étienne Argoud et de Marie Rousset.

### Carrière sous l'Ancien Régime
Le 26 juin 1779, il s'engage à Toulon comme soldat au 3e régiment de la marine (infanterie de marine).
Il sert d'abord sur le Triomphant, puis sur le Souverain (1781), participant à la guerre d'indépendance américaine. Il est ensuite affecté en Martinique, avant de recevoir son congé le 12 août 1783.

### Sous la Révolution: officier des volontaires nationaux (1791-1793)
Le 9 juillet 1789 Louis XVI reconnaît les États généraux qu'il a convoqués en 1788 comme Assemblée nationale constituante. Le 14 juillet a lieu la première journée révolutionnaire, marquée par la prise de la Bastille.
Adhérant aux idées nouvelles, Pierre Argoud reprend du service dans le corps créé en 1791 des volontaires nationaux, destiné à renforcer les troupes de ligne et à introduire dans l'armée de l'enthousiasme pour la Révolution.
Le 15 septembre 1791, il s'engage au 1er bataillon de volontaires de l'Ain avec le grade de capitaine ; il est promu au grade de lieutenant-colonel le 21 janvier 1792.
Après le début de la guerre, le 20 avril 1792, son bataillon est affecté à l'armée du Rhin.

### Général de brigade (1793-1796)
Il est nommé général de brigade à titre provisoire le 12 novembre 1793.
Ses affectations successives sont les suivantes :
- armée du Rhin, division Michaud (corps d'armée Centre) du 1er décembre 1793 au 9 mai 1794.
- armée de la Moselle, division Offenstein du 9 mai au 12 juillet 1794
- idem, division Taponnier du 12 juillet à novembre 1794, au sein de laquelle il se distingue à Fischbach le 12 juillet et à Trippstadt le 13,
- idem, 8e division de novembre 1794 au 4 janvier 1795, commandée par le général Tugnot, sous les ordres duquel il participe au siège de Mayence.

Le 4 janvier 1795, il prend le commandement de la 1re brigade de la 1re division (général Reneauld). Le 30 avril, il reçoit quatre blessures, dont une à la tête, devant Mayence, et doit abandonner son unité.
Non concerné par la réorganisation des états-majors du 13 juin 1795[pas clair], il est réintégré dans ses fonctions avec le grade définitif de général de brigade par le Comité de salut public le 1er septembre suivant, puis réformé le 13 avril 1796.

### Après la réforme (13 avril 1796-20 juillet 1802)
Il est admis au traitement de réforme[pas clair] le 15 février 1798.
Après le coup d'État du 18 Brumaire (9 novembre 1799), on le retrouve en mars et en septembre 1800 employé au conseil de révision de la division Chambarlhac à Dijon.
Il finit par s'installer comme tenancier d'un cabaret à Saint-Florentin (Yonne).

### Arrêté et déporté à la Guyane (1802-1804)
Le 20 juillet 1802, il est arrêté à Auxerre pour propos séditieux et placé sous surveillance à l'île d'Oléron. Là, il rencontre une partie des 130 Jacobins condamnés à la déportation après l'attentat de la rue Saint-Nicaise (24 décembre 1800).
Il s'évade et tente de soulever les garnisons de La Rochelle et de Rochefort mais, dénoncé par un traître[réf. nécessaire], il est repris.
En mars 1804, il est embarqué à bord de la frégate La Cybèle et déporté en Guyane.

### Mort et funérailles
Il meurt à Cayenne le 25 octobre 1804.